# 愈创醇
愈创醇（英語：Guaiol）是一种倍半萜醇，分子式C
15H
26O，天然存在于一些植物体，尤其是愈创木油和松柏油中。也是大麻属植物中存在的多种萜类物质之一。

## 反应
愈创醇与亲电的溴代试剂反应显深紫色。